# 久保田芳之
久保田 芳之（くぼた よしゆき、1970年7月8日 - ）は、東京都出身の俳優。ALBA所属。演劇ユニット「アルザマス16」、劇団「reset-N」の旗揚げメンバーの一人。

## 人物
身長176cm。体重64kg。血液型はO型。
かつてはプロダクション・タンク、ティー・アーティストなどに所属していた。
趣味はドライブ、デッサン、音楽（ジャズ）鑑賞。特技はフルーツのカッティング、アクション、英語、ギター。

## 出演

### 映画
- indies.B（ウルフ）
- この窓は君のもの
- 最強獣誕生 ネズラ -NEZULLA-（ジョン）
- サイクロプスの涙
- 終着駅の次の駅
- 新・刑事まつり 一発大逆転「軍団刑事っ!」
- 探偵事務所5 〜5ナンバーで呼ばれる探偵達の物語〜
- 地球でたったふたり
- 地球の魅力（デビッド菅野）
- 鉄と鋼
- 友達
- NOEL（山下念吾）
- 白痴（木村）
- バタアシ金魚（水泳部員） ※デビュー作[1]
- PARADICE
- ブラックキス
- ヘヴンズ ストーリー
- ミロクローゼ
- 誘拐ラプソディー
- ライク・サムワン・イン・ラブ
- 'R'unch Time
- 和室十畳の夜

### テレビドラマ
- 傷だらけの女 第3話「消えたアイドル」（1999年）
- ウルトラマンガイア 第43話「銀色の眼のイザク」（1999年） - 小谷研究員 役
- 未来戦隊タイムレンジャー 第34話「暗・殺・者」（2000年） - バーの男 役
- はぐれ刑事純情派 第14シリーズ 第9話「オマケの男を愛した女! 犯人は有名人!?」（2001年）
- 土曜ワイド劇場 タクシードライバーの推理日誌 第15作「二つの顔を持つ乗客・移動距離520キロの殺人トリック、愛犬が見た死体!」（2001年）
- 相棒
  - season5 第2話「スウィートホーム」（2006年10月18日） - 富田俊也 役
  - season6 第11話「ついている女」、第12話「狙われた女」（2008年1月16日、1月23日）  - 久保 役
- 連続テレビ小説 どんど晴れ 第93話（2007年）
- 人間昆虫記 第4話「浮塵子の章」（2011年）

### 再現ドラマ
- 奇跡体験!アンビリバボー

### Vシネマ
- 狼の流儀
- 神威〜カムイ〜 ギャング・オブ・ライフ
- 修羅の荒野3
- 小林老女
- 仁義15 女豹襲撃

### 舞台
- 鏡山岩藤静
- 黒蜥蜴
- 12人の浮かれる男と女
- 青年の恋
- ニセS高原から
- 箱の中身
- knob
- 裸のランチ
- 秘密の花園
- ホームラン
- ホンダ・ライフ

### PV
- SENSE OF GENDER

### ラジオ
- ツバメ飛ぶ